# Mrówki (Ryn)
Mrówki (deutsch Mrowken, 1929 bis 1945 Neuforst) ist ein Dorf in der polnischen Woiwodschaft Ermland-Masuren, das zur Stadt- und Landgemeinde Ryn (Rhein) im Powiat Giżycki (Kreis Lötzen) gehört.

## Geographische Lage
Mrówki liegt am Ostufer des Jezioro Ryńskie (deutsch Rheinscher See, auch: Rheiner See) in der östlichen Mitte der Woiwodschaft Ermland-Masuren, 24 Kilometer südwestlich der Kreisstadt Giżycko (Lötzen) und sechs Kilometer südlich der Stadt Ryn (Rhein).

## Geschichte
Das Dorf Mrowken wurde im Jahre 1431 gegründet. Am 7. August jenes Jahres verschreibt der Hochmeister Paul von Rußdorf ein Dienstgut über 15 Hufen in Mrowken.
Von 1874 bis 1945 war Mrowken in den Amtsbezirk Lawken (polnisch Ławki) eingegliedert, der – 1938 in „Amtsbezirk Lauken“ umbenannt – zum Kreis Lötzen im Regierungsbezirk Gumbinnen (1905 bis 1945: Regierungsbezirk Allenstein) der preußischen Provinz Ostpreußen gehörte.
1874 wurde Mrowken dem Standesamt Orlen (polnisch Orło) zugeordnet. Nach dessen Auflösung wurde das Standesamt in Rhein (Ryn) bis 1945 für Mrowken zuständig.
Im Jahr 1910 zählte Mrowken 169 Einwohner. Aufgrund der Bestimmungen des Versailler Vertrags stimmte die Bevölkerung im Abstimmungsgebiet Allenstein, zu dem Mrowken gehörte, am 11. Juli 1920 über die weitere staatliche Zugehörigkeit zu Ostpreußen (und damit zu Deutschland) oder den Anschluss an Polen ab. In Mrowken stimmten 120 Einwohner für den Verbleib bei Ostpreußen, auf Polen entfielen keine Stimmen.
Das Dorf wurde umbenannt und hieß ab dem 15. Juni 1929 „Neuforst“. Die Einwohnerzahl verringerte sich bis 1933 auf 119 und belief sich 1939 nur noch auf 68.
In Kriegsfolge kam das kleine Dorf 1945 mit dem gesamten südlichen Ostpreußen zu Polen und erhielt die polnische Namensform „Mrówki“. Heute ist es dem Schulzenamt (polnisch sołectwo) Rybical (Rübenzahl) zugeordnet und eine Ortschaft innerhalb der Stadt- und Landgemeinde Ryn (Rhein) im Powiat Giżycki (Kreis Lötzen), vor 1998 der Woiwodschaft Suwałki, seither der Woiwodschaft Ermland-Masuren zugehörig.

## Religionen
Bis 1945 war Mrowken in die Evangelische Pfarrkirche Rhein in der Kirchenprovinz Ostpreußen der Kirche der Altpreußischen Union und in die katholische Pfarrkirche St. Adalbert in Sensburg (polnisch Mrągowo) im Bistum Ermland eingepfarrt.
Heute gehört Mrówki zur Evangelischen Pfarrkirche in Ryn in der Diözese Masuren der Evangelisch-Augsburgischen Kirche in Polen bzw. zur katholischen Pfarrkirche Unbefleckte Empfängnis Mariä in Ryn im Bistum Ełk (Lyck) der Römisch-katholischen Kirche in Polen.

## Schule
Im Jahre 1893 wurde in Mrowken eine Dorfschule gegründet. Sie wurde im Jahre 1945 einklassig geführt.

## Verkehr
Mrówki ist von der Woiwodschaftsstraße DW 642 aus zu erreichen. Von ihr führt von Ryński Dwór (Rheinshof) aus eine Nebenstraße bis nach Rybical (Rübenzahl) und weiter als Landweg über Mrówki weiter nach Skorupki (Skorupken, 1927 bis 1945 Schalense).